# 美国文学翻译协会
美国文学翻译协会（American Literary Translators Association）是致力于文学翻译的组织，成立於1978年，每年有国家翻译奖，是鼓励与奖赏將其他語言诗歌和散文翻譯為英文的翻譯作品出版。每年也會舉行一次为期四天的ALTA会议，旨在促进专业文学翻译、翻译学生和学者、翻译文学出版商以及其他对文学翻译感兴趣的人之间的交流与合作。

## 历史
美国文学翻译协会(ALTA)由 Rainer Schulte 和 a. Leslie Willson 于1978年在达拉斯的德克萨斯大学共同创立。 阿尔塔自己的学术期刊《翻译评论》也成立于1978年，此后一直定期出版。 自1978年以来，该协会每年在北美各地举行年度会议。 从1978年到2014年，ALTA 在德克萨斯大学达拉斯分校管理。 2013年下半年，在即将与达拉斯 ut-us 公司分拆计划之前，ALTA 董事会宣布了长期计划，将 ALTA 发展成一个独立的非营利性艺术组织。 截至2014年，按美国的自由贸易协定，该组织正在从其在达拉斯的商务协会过渡到充分自立的非营利性组织。